# Sparrisordningen
Sparrisordningen (Asparagales) är en ordning av enhjärtbladiga växter som omfattar ett antal familjer med växter som inte är träd. I äldre klassificeringssystem ingick dessa familjer i ordningen Liliales och några släkten ingick till och med i liljeväxtfamiljen. I vissa system utgör Orchidales och Iridales egna ordningar, men speciellt klassificeringssystemet Angiosperm Phylogeny Group inkluderar dessa i Asparagales. 
Asparagales har fått sitt namn efter släktet sparrisar som har det vetenskapliga namnet Asparagus.

## Galleri

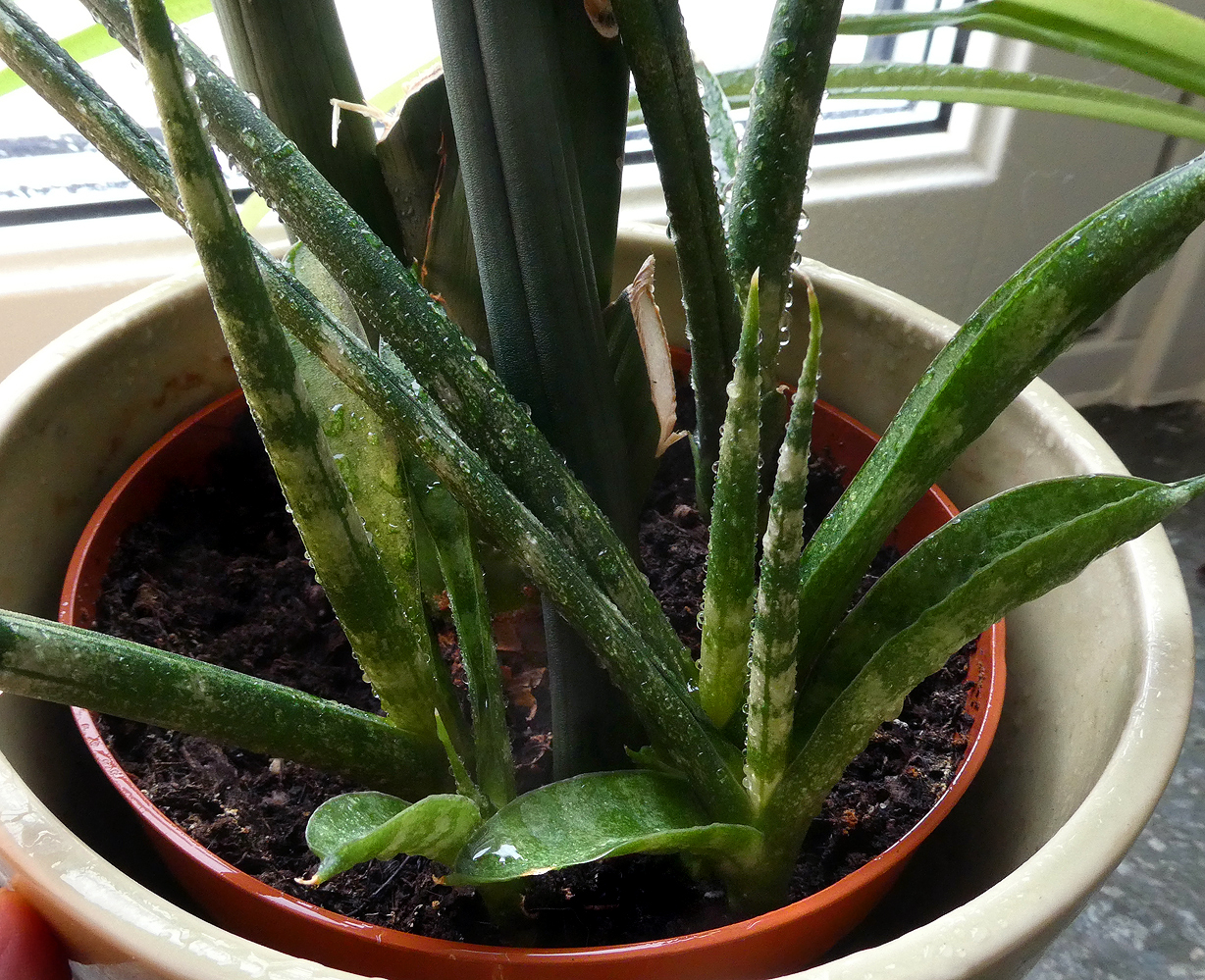
Unga skott av Pinnlilja (Sansevieria cylindrica) en art i familjen Sparrisväxter.